# Tik-Tak-Polka
Tik-Tak-Polka (Polka Tic Tac) est une polka rapide de Johann Strauss II (op. 365). L'œuvre est créée le 11 septembre 1874 au Volksgarten de Vienne.

## Histoire
La polka est composée sur la base de motifs de l'opérette Die Fledermaus. L'œuvre rejoint ainsi une série de compositions (opus numéros 362, 363, 366, 367 et 368 ) qui reprennent tous les thèmes de cette opérette. La Tik-Tak-Polka tire son nom du duo d'horloges du deuxième acte de cette opérette. Ce motif représente également le thème principal de la polka. Cependant, le compositeur cite également d'autres passages de l'opérette comme par exemple la chanson Wie fliehen schnell die Stunden fort du 2e acte. De plus, les pièces sur 3e acte Kein Verzeih’n, der Eisenstein und Spiel' ich die Unschuld vom Lande sont brièvement jouées.

## Durée
Sa durée d'exécution est de 2 minutes et 46 secondes. Elle peut varier selon l'interprétation musicale du chef d'orchestre.

## Postérité
La pièce est jouée lors du célèbre concert du nouvel an à Vienne : en 1962, 1967 et 1979 (Willi Boskovsky) ; 1985 (Lorin Maazel) ; 2002 (Seiji Ozawa) ; 2012 (Mariss Jansons) ; 2017 (Gustavo Dudamel).